# Тракийска могила до село Ивански
Тракийската могила до село Ивански е тракийска могила, разположена близо до главния път до с.Ивански, община Шумен. Гробничният комплекс се състои от две гробници, едната от които напълно запазена в оригиналния си вид. Датират се от последната четвърт на 4 в. пр.н.е.
и верояртно са построени от кробизите - тракийско племе от групата на гетите.
Тракийският некропол е разкрит през 1999 година случайно след иманярски набези в района. Ръководител на разкопките е Георги Атанасов от Регионалния исторически музей в Шумен. Установено е, че запазената гробница е по-старата от двете, разполага с южен вход и представителна фасада, поради което се счита, че е ползвана и като храм-светилище. В нея е открито златно съкровище, състоящо се от 42 елемента, днес съхранявани в Регионален исторически музей Шумен. Втората гробница е разположена в югозападана посока спрямо първата, градена е по-късно с каменни квадри и метални скоби, повечето от които са отнесени още през Античността.